# Rolf Fritzsche (Phytomediziner)

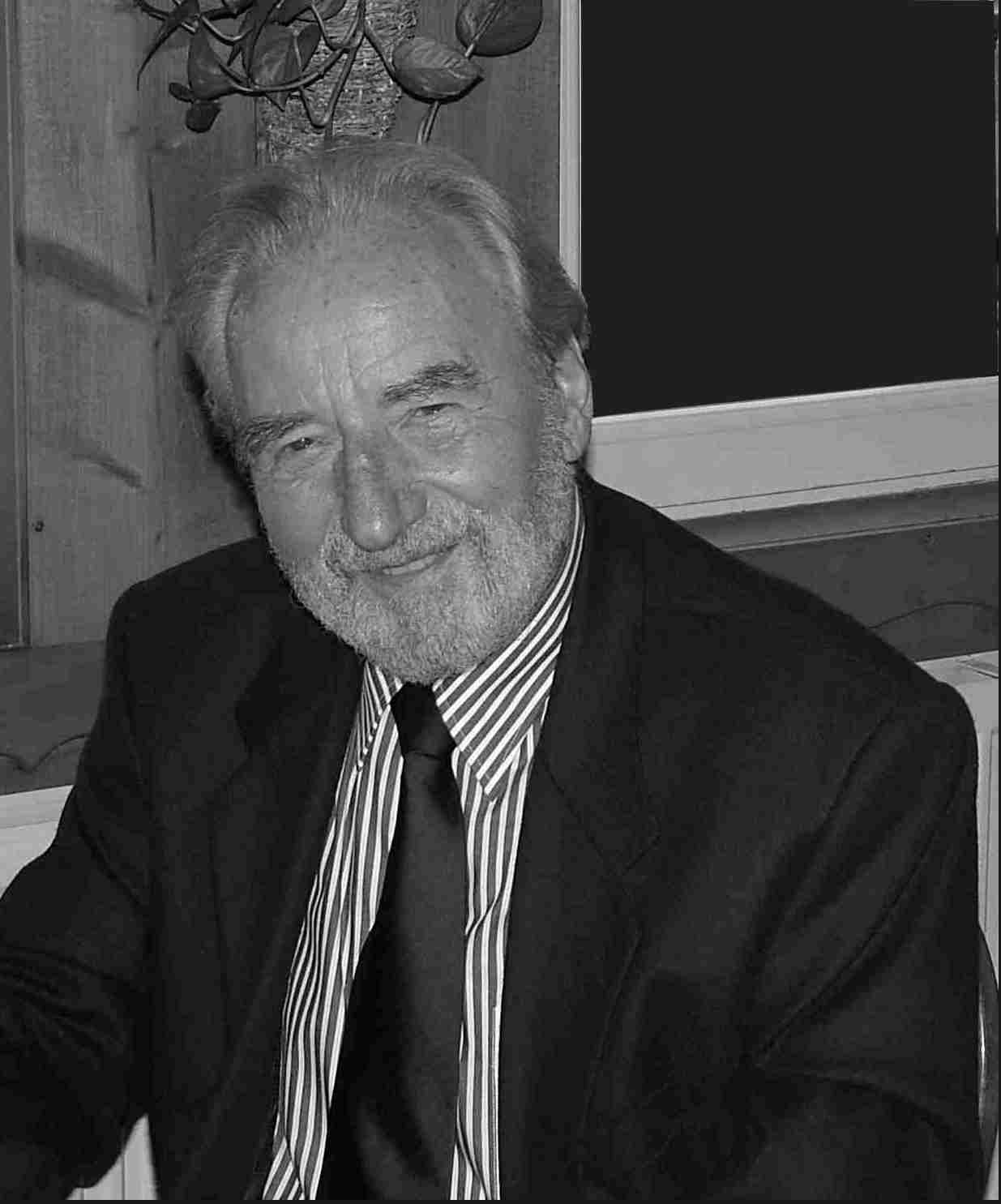
Rolf Fritzsche als Emeritus

Rolf Fritzsche (* 29. März 1927 in Leipzig; † 20. November 2013 in Aschersleben) war ein deutscher Phytomediziner und Entomologe. Er forschte viele Jahre am Institut für Phytopathologie in Aschersleben als Abteilungsleiter und stellvertretender Institutsleiter.

## Leben und Karriere
Rolf Fritzsche wurde am 29. März 1927 in Leipzig geboren. Hier besuchte er auch die Schule. Nach Ende des Zweiten Weltkrieges begann er eine Landwirtschaftslehre und lernte an der Höheren Landbauschule in Neugattersleben. Der Abschluss ermöglichte ein Studium an der Landwirtschaftlichen Fakultät der Martin-Luther-Universität Halle-Wittenberg. Während seiner Studienzeit von 1949 bis 1952 arbeitete er zeitweise als Pflanzenschutztechniker im damaligen Land Sachsen-Anhalt. Nach seinem Studium begann er 1952 seine Tätigkeit im von Maximilian Klinkowski geleiteten Institut für Phytopathologie (IfP) in Aschersleben. Seine wissenschaftliche Arbeit konzentrierte sich In der Abteilung Entomologie unter der Leitung von Hans-Werner Nolte auf die Biologie und Epidemiologie von Schadinsekten und Milben, vorrangig an Kreuzblütlern (Brassicaceae). Fritzsche promovierte 1954 zum Thema „Beiträge zur Morphologie und Ökologie der Rapsschädlinge aus der Gattung Meligethes.“ und habilitierte sich 1959 mit seinen Untersuchungen über „Morphologische, biologische und physiologische Variabilität und ihre Bedeutung für die Epidemiologie und Bekämpfung von Tetranychus urticae Koch.“
Von 1963 bis 1965 unterbrach eine zweijährige Delegierung als Vorsitzender einer Landwirtschaftlichen Produktionsgenossenschaft seine wissenschaftliche Tätigkeit am IfP. In dieser Zeit übernahm er außerdem einen Lehrauftrag an der Hochschule für Landwirtschaft in Bernburg im Fach Phytopathologie.
Bald nach seiner Rückkehr 1965 an das Institut in Aschersleben wurde er zum wissenschaftlichen Abteilungsleiter ernannt und zum Professor der Akademie der Landwirtschaftswissenschaften der DDR (AdL) berufen. Weiterhin wurde er Stellvertretender Institutsleiter, dessen Funktion er bis zum Ende des IfP ausübte. Mit seiner Forschungstätigkeit konzentrierte er sich vorrangig auf die Epidemiologie und Populationsdynamik von Nematoden und Aphiden als Vektoren pflanzenpathogener Viren. In der von ihm geleiteten Abteilung Vektorenforschung wurden auch praktische Möglichkeiten der Bekämpfung von diesen Virusvektoren erforscht und die Resistenz der Kulturpflanzen gegen diese Virusvektoren untersucht. Mitte der 80er Jahr erweiterte sich das Forschungsgebiet seiner Abteilung auf die Nutzung insektenpathogener Viren (Baculoviren) zur biologischen Schädlingsbekämpfung von Schadlepidopteren.
Während seiner wissenschaftlichen Tätigkeit betreute Fritzsche 29 Doktoranden und war für die Publikation von über 320 Beiträgen in Fachzeitschriften verantwortlich oder an ihnen beteiligt. Seit 1974 gehörte er bis 1990 dem Redaktionskollegium des „Nachrichtenblattes für Pflanzenschutz in der DDR“ an. Er war weiterhin Herausgeber, Autor und Mitautor verschiedener Fachbücher wie „Angewandte Entomologie“; „Tierische Vektoren pflanzenpathogener Viren“; „Resistenz von Kulturpflanzen gegen tierische Schaderreger“ sowie der Neuauflage des von Keilbach 1966 herausgebrachten Bandes „Tierische Schädlinge Mitteleuropas“. Er initiierte die unvollendete Reihe „Tierische Pflanzenschädling“ und war Mitherausgeber der Reihe „Diagnose von Krankheiten und Beschädigungen an Kulturpflanzen“.
Seine wissenschaftliche Tätigkeit endete praktisch mit der Schließung des IfP Aschersleben. Bis zum Beginn seines Ruhestandes übernahm er noch zeitweise administrative Tätigkeiten für das neugegründete Land Sachsen-Anhalt zur Abwicklung der Mitarbeiter des Ascherslebener Forschungsinstitutes.

## Veröffentlichungen (Auswahl)
- Rolf Fritzsche, 1954. Beiträge zur Morphologie und Ökologie der Rapsschädlinge aus der Gattung Meligethes. Halle.
- Rolf Fritzsche, 1959. Morphologische, biologische und physiologische Variabilität und ihre Bedeutung für die Epidemiologie und Bekämpfung von Tetranychus urticae Koch. Halle.
- R. Frizsche, H. Geiler, U. Sedlag, 1968. Angewandte Entomologie. G. Fischer, Stuttgart.
- R. Fritzsche, E. Karl, W. Lehmann, G. Proeseler, 1972. Tierische Vektoren pflanzenpathogener Viren. Gustav Fischer Verlag, Jena.
- R. Fritzsche, H. Decker, W. Lehmann, E. Karl, K. Geißler, 1988. Resistenz von Kulturpflanzen gegen tierische Schaderreger. Springer, Berlin Heidelberg.
- R. Fritzsche, R. Keilbach, 1994. Die Pflanzen-, Vorrats- und Materialschädlinge Mitteleuropas: mit Hinweisen auf Gegenmaßnahmen, Neubearb. ed. G. Fischer, Jena.